# Parafia Opatrzności Bożej w Szonowie
Parafia Opatrzności Bożej w Szonowie – parafia rzymskokatolicka znajdująca się we Szonowie, w kraju morawsko-śląskim w Czechach. Należy do dekanatu Frydek diecezji ostrawsko-opawskiej.

## Historia
W spisie świętopietrza sporządzonym przez archidiakona opolskiego Mikołaja Wolffa w 1447 pośród innych parafii archiprezbiteratu (dekanatu) w Cieszynie wymieniono parafię w miejscowości Schonwald. Jeśli tę miejscowość zidentyfikować z Szonowem to parafia ta powstała jeszcze w XIV lub w pierwszej połowie XV wieku, a na podstawie wysokości opłaty w owym sprawozdaniu liczbę ówczesnych parafian (we wszystkich podległych wioskach) oszacować można na 105. Jeśli Schonwald to nie Szonów to miejscowa parafia pw św. Mikołaja Biskupa i Wyznawcy założona została później, w drugiej połowie XV lub w XVI wieku.
W okresie Reformacji kościół został przejęty przez ewangelików. 25 marca 1654 został im odebrany przez specjalną komisję. W tym roku na nowo utworzono parafię katolicką, podległą nowo utworzonemu 15 października dekanatowi frydeckiemu.
Według dokumentów wizytacyjnych biskupstwa wrocławskiego z 1679 roku miejscowi parafianie posługiwali się językiem morawskim (concio Moravica) natomiast w 1847 nabożeństwa i śpiewy oraz nauczanie religii prowadzono w języku polskim. W języku polskim prowadzono również później księgę zapowiedzi przedślubnych.
W 1764 został postawiony nowy kościół tym razem poświęcony Opatrzności Bożej. W 1769 został przejęty przez nowo utworzony dekanat karwiński. Po wojnach śląskich i oddzieleniu granicą od diecezjalnego Wrocławia, będącego w odtąd w Królestwie Prus, do zarządzania pozostałymi w monarchii Habsburgów parafiami powołano w 1770 Wikariat generalny austriackiej części diecezji wrocławskiej. Parafia obejmowała według schematyzmu austriackiej części diecezji wrocławskiej z 1847 Szonów (1503 katolików, 302 akatolików, 5 żydów), Bartowice (742/55/4) i Więcłowice (724/41), w sumie 2969 katolików, 398 akatolików i 9 żydów. Proboszczem był urodzony w 1817 w Cieszynie Karl Monczka a językiem parafii był język polski, pomimo że i wcześniej i później powyższe trzy miejscowości były czeskojęzyczne.
Po I wojnie światowej Szonów znalazł się w granicach Czechosłowacji, wciąż jednak podległy był diecezji wrocławskiej, pod zarządem specjalnie do tego powołanej instytucji zwanej: Knížebiskupský komisariát niský a těšínský. W 1928 parafia została przepisana do nowo utworzonego dekanatu śląskoostrawskiego, a w 1939 jako jedna z 17 parafii archidiecezji wrocławskiej pozostała w granicach Protektoratu Czech i Moraw. W 1947 obszar ten wyjęto ostatecznie spod władzy biskupów wrocławskich i utworzono Apostolską Administraturę w Czeskim Cieszynie podległą Watykanowi. W 1978 obszar Administratury podporządkowany został archidiecezji ołomunieckiej. W 1996 wydzielono z archidiecezji ołomunieckiej nową diecezję ostrawsko-opawską.